# Novozelandska ragbijska reprezentacija
Novozelandska ragbijska reprezentacija predstavlja Novi Zeland u natjecanjima u ragbiju. Zbog crne boje dresova poznata je i kao All Blacks (engl.: Svi crni).
Ragbi je nacionalni šport u Novom Zelandu. Reprezentacija svake godine sudjeluje u Kupu nacija, koje je osvojila ukupno 10 puta, posljednji put 2010. Novi Zeland je također redoviti sudionik u Svjetskom kupu u ragbiju, koji se održava svake četiri godine. Novozelandska ragbijska reprezentacija jedna je od najboljih na svijetu.
Prvi put je zaigrala 1882. u New South Walesu, a prvu službenu međunarodnu utakmicu imala je u 1903. kada je Novi Zeland pobijedio Australiju 22:3. Dvije godine kasnije, imali su turneju po sjevernoj polutki i prvi su put bili odjeveni u crno. Od 1987. sudjeluju u Svjetskom kupu, koji su osvojili dva puta – 1987. i 2011. Svjetsko prvenstvo održano je i u Novom Zelandu.
Upravno tijelo je Novozelandska ragbijska unija (engl. New Zealand Rugby Union, NZRU), koja je osnovana 1892. Petnaest bivših ragbijskih igrača Novog Zelanda primljeno je u Međunarodnu kuću slavnih. 
Prije početka utakmice reprezentativci plešu tradicionalni maorski ples, koji se zove haka.